# Jan Jonston
Jan Jonston (ur. 3 września 1603 w Szamotułach, zm. 8 czerwca 1675 w Składowicach) – polski przyrodoznawca, historyk, filozof, pedagog, lekarz, pisarz medyczny i przyrodniczy; swoje prace publikował jako Joannes Jonstonus. Europejską rangę naukową zyskał jako autor prac z dziedziny historii naturalnej, a jego dzieła były tłumaczone i wielokrotnie wznawiane.

## Rodzina
Był synem szkockiego imigranta Simona Johnstona (zm. 1618), który był kalwinem i w 1596 roku wraz z dwoma braćmi - Gilbertem oraz Franciszkiem uciekł ze Szkocji przed prześladowaniami religijnymi. Wraz z Franciszkiem osiadł w Polsce poślubiając w 1601 roku mieszczkę szamotulską Annę Becker (zm. 1617). W 1603 roku ze związku tego urodził się Jan Jonston. Para miała również drugiego syna Aleksandra  .
W 1637 roku Jan Jonston poślubił Krystynę, córkę Samuela Hortensiusa, aptekarza ze Wschowy, a po jej śmierci (zm. 12 lipca 1637) w roku 1638 poślubił Annę Rozynę, córkę lekarza królewskiego Mateusza Vechnera (1587–1630), także ze Wschowy. Z tego małżeństwa urodziła się czwórka dzieci (Mateusz, Jan, Anna Maria, Anna Regina), ale tylko Anna Regina przeżyła rodziców. Była żoną wrocławskiego patrycjusza Samuela von Schaff .

## Życiorys i wykształcenie

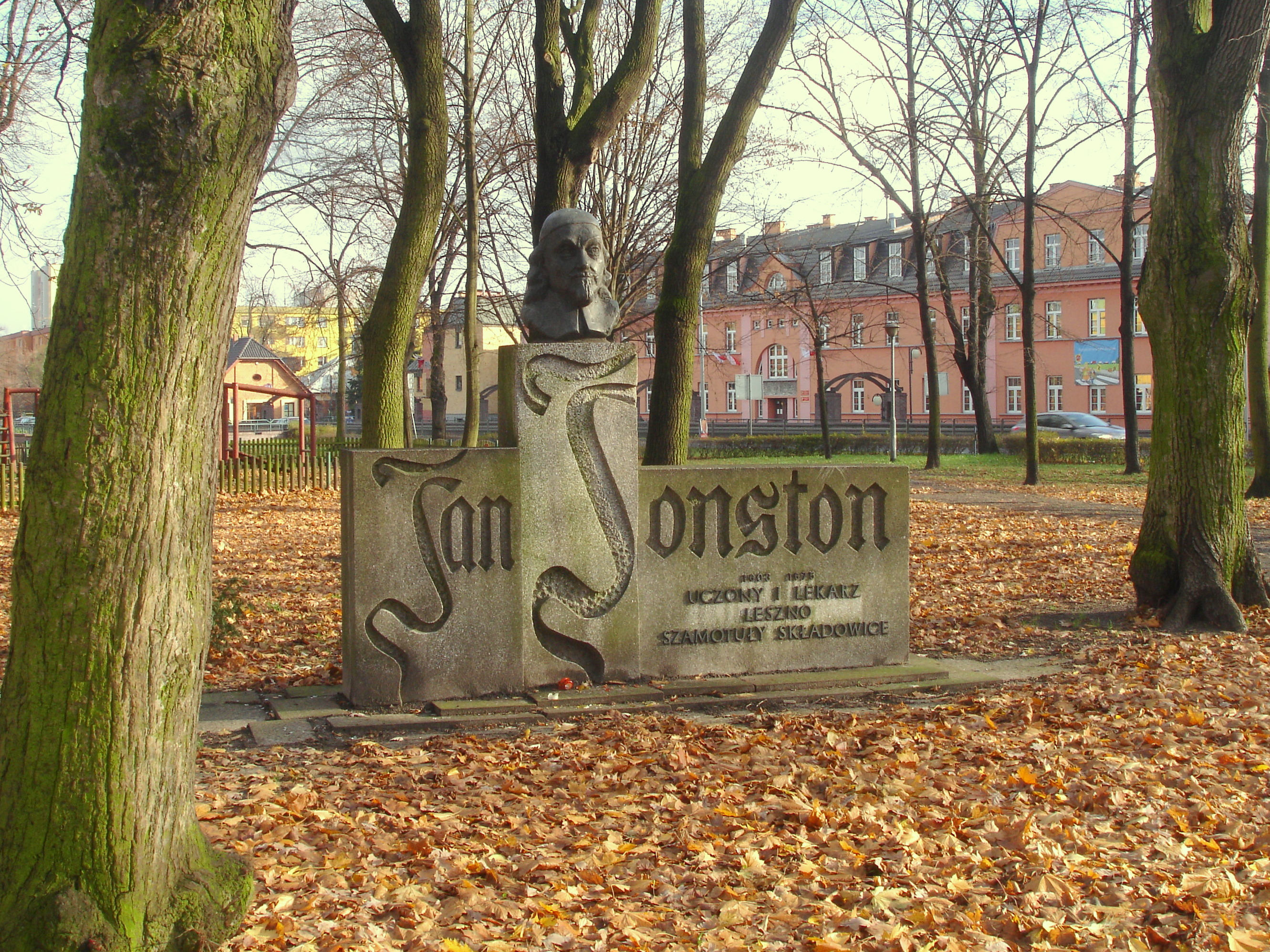
Pomnik Jana Jonstona w Lesznie

Jan Jonston urodził się w 1603 roku w Szamotułach leżących wówczas w granicach Rzeczypospolitej Obojga Narodów. Przez prawie całe życie związany był z Wielkopolską i czuł się Polakiem. Wielokrotnie pisał o sobie w dokumentach i dziełach spisanych po łacinie „Polonus”, „Lesnense” lub „Scoto-Polonus”   . Świadczą o tym m.in. własnoręczne wpisy uczonego zachowane w księgach immatrykulacyjnych zagranicznych uczelni gdzie studiował: Polonus, medicinae studiosus w Groningen, Scoto-Polonus medicinae, philosophiae et atrium collentissimus we Franeker  .
Od 1611 uczył się przez trzy lata w szkole braci czeskich w Ostrorogu, skąd przeniósł się do gimnazjum ewangelickiego w Bytomiu Odrzańskim, gdzie uczył się w latach 1616–1617. Kontynuował naukę w gimnazjum Toruniu (1619–1623), skąd wyniósł doskonałą znajomość języka hebrajskiego. W latach 1623–1625 studiował w Szkocji (w St. Mary’s College na Uniwersytecie w St Andrews) język hebrajski, filozofię i teologię. Osiadł w Lesznie, gdzie pracował jako nauczyciel prywatny oraz gimnazjalny .
Przyjaźnił się z Janem Amosem Komenskim (Comeniusem), przebywającym w tym czasie również w Lesznie. Obaj byli wykładowcami w miejscowym gimnazjum. Wiele podróżował po Europie (Włochy, Francja) i doskonalił swoje wykształcenie we Frankfurcie nad Odrą, Lipsku, Wittenberdze, Berlinie, Groningen, Franeker (od 1629 studia medyczne), Lejdzie (1630, 1632–1633), Londynie (1631) i Cambridge (1631, 1634).
Powrócił do Leszna w 1632, wkrótce został lekarzem nadwornym wojewodzica Bogusława Leszczyńskiego oraz lekarzem miejskim miasta Leszna (nosił oficjalny tytuł Archiater et Civitatis Lesnensis Physicus Ordinarius).
W roku 1632 uzyskał doktorat z medycyny na uniwersytecie w Lejdzie i potwierdził w tym samym roku w Cambridge. Jego osiągnięcia badawcze znalazły uznanie i otrzymał propozycje objęcia katedr na uniwersytetach (w Deventer w 1631, we Frankfurcie nad Odrą w 1642, w Heidelbergu w 1642, w Lipsku w 1663), ale żadnej nie przyjął.
Po spaleniu protestanckiego Leszna przez wojska polskie w czasie potopu szwedzkiego opuścił ziemie Rzeczypospolitej i w 1656 przeniósł się do swojego majątku w Składowicach koło Lubina. Tam też zmarł 8 czerwca 1675; jego zwłoki kilka miesięcy później przewieziono do Leszna.

## Twórczość
Jonston stworzył wybitne dzieła typu encyklopedycznego. Zgłębiał filozofię, teologię oraz nauki przyrodnicze – szczególne zasługi ma w dziedzinie entomologii, botaniki i ornitologii. 

### Nauki przyrodnicze
Jonston był pierwszym polskim autorem, którego praca była popularyzowana w Japonii i miała wpływ na kształtowanie się wiedzy o historii naturalnej w tym kraju już w czasach sioguna Yoshimune Tokugawy.
W 1662 opublikował Dendrographias sive historiae naturalis de arboribus et fructibus tam nostri, quam peregrini orbis libri decem figuris aeneis adornati – pierwszą na świecie monografię dendrologiczną.

### Filozofia
W epoce w  której żył, filozofia i nauki przyrodnicze były ściśle związane. Jego prace zawierają liczne treści związane z filozofią przyrody i etyką.
W młodzieńczych pracach (np. O stałości natury) wskazywał na istnienie postępu moralnego w dziejach, w szczególności o coraz mniejszym okrucieństwie ludzkości.W Polymathiae filologicae podejmował problem charakteru, zachowań moralnych i cnót, rysując wzorzec człowieka pilnego, sumiennego i stałego w czynieniu dobra. Zajmował się też etyką lekarską, nawiązując do Hipokratesa .

## Ważniejsze dzieła naukowe

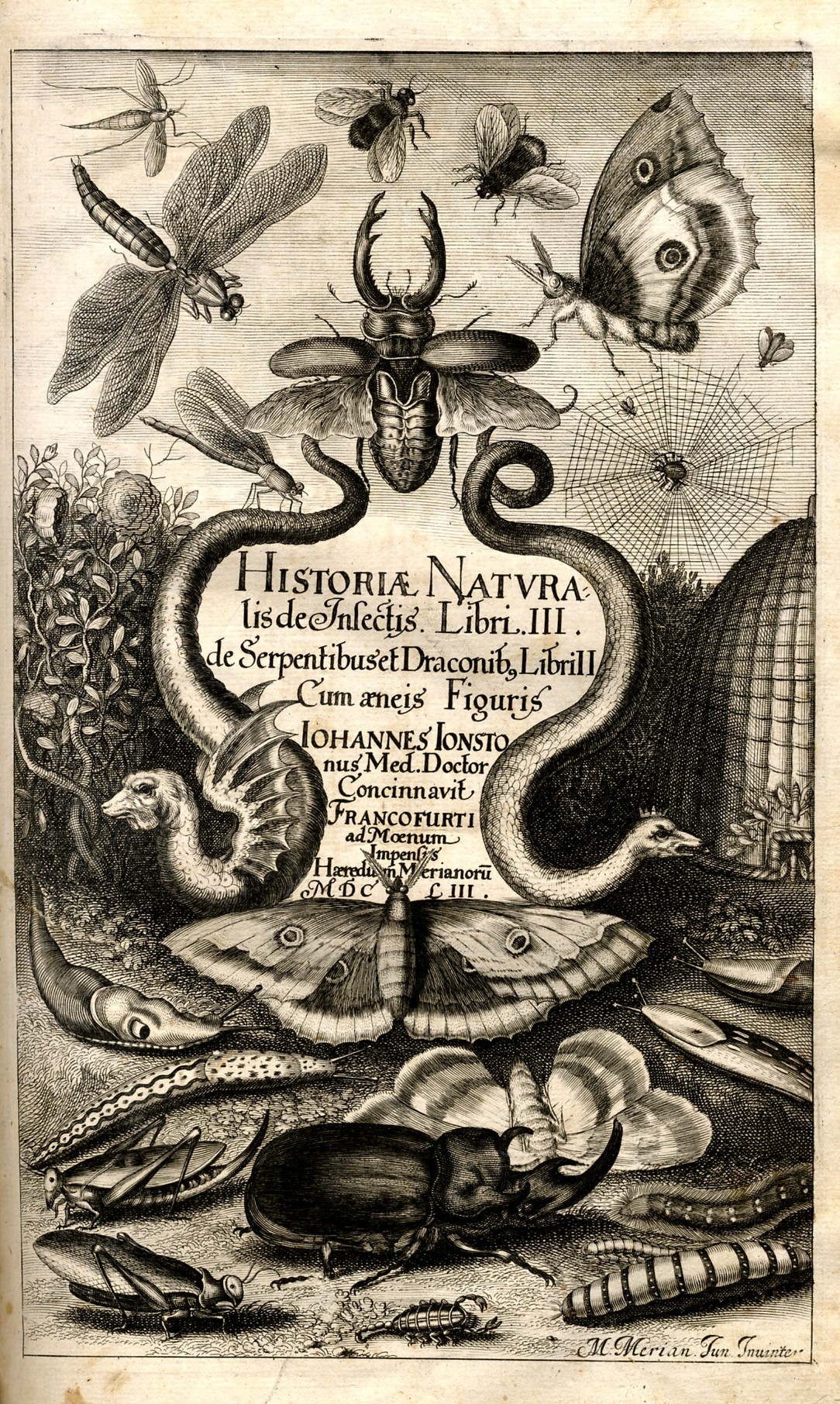
Strona tytułowa "Historiae naturalis” (1653)

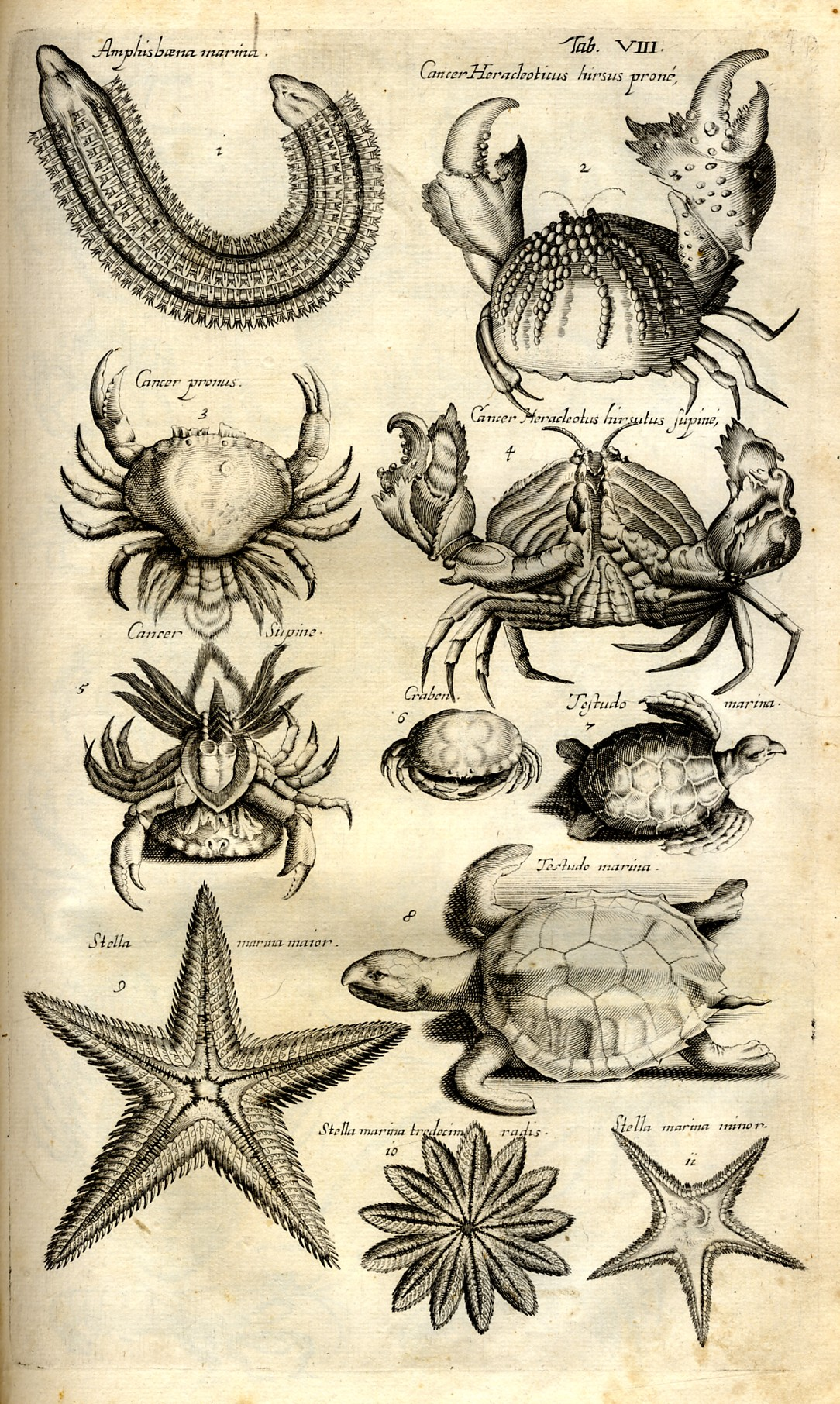
Ilustracja z pracy J. Jonstona Historiae naturalis de exanguibus aquaticis (1650)

- Enchiridion historiae naturalis, powst. 1625–1628, wyd. pt. Thautomatographia naturalis, in decem classes distincta, Amsterdam 1632, drukarnia G. Blaev; wyd. następne: edycja poszerzona, Amsterdam 1633, Amsterdam 1641, Amsterdam 1661, Amsterdam 1665, przekł. angielski (prawdopodobnie J. Rowlanda) pt. An History of the Wonderfull Things of Nature, Londyn 1657.
- Naturae constantia, Amsterdam 1632, drukarnia G. Blaev; wyd. następne: Amsterdam 1634, przekł. polski Maria Stokowska pt. „O stałości natury”, Warszawa 1960, PAN Biblioteka Klasyków Filozofii; przekł. angielski J. Rowlanda pt. An History of the Constancy of Nature..., 1657.
- Sceleton historiae universalis civilis et ecclesiasticae, Lejda 1633, drukarnia J. Marcus, wyd. następne: 2 edycje (brak miejsca, roku wydania); przekł. niemiecki: F. Kleinkirche pt. Sceleton das ist eine kurze Entwerffung aller weltlichen und Kirchengeschichte, Hamburg 1636.
- Idea universae medicinae practicae, Amsterdam 1644, drukarnia L. Elzevirius, wyd. następne: Wenecja 1647, Amsterdam 1648, Amsterdam 1652, Lejda 1655, Frankfurt 1664, Amsterdam 1664; pt. Syntagma universae medicinae pracicae libri XIV, Jena 1673, Jena 1674, Frankfurt (?), Lipsk 1722; przekł. angielski: Londyn 1652(?), wyd. następne: tamże 1665, 1684.
- Sintagma dendrologi specimen, Leszno, 1645.
- Theatrum universale historiae naturalis (wydane częściami):
  - Historiae naturalis de avibus libri VI, Frankfurt n. Menem 1650, drukarnia M. Merian (2 edycje); wyd. następne: Amsterdam 1657, Heilbrunn 1756; przekł. francuski pt. Histoire naturelle et raisonnée des différents oiseaux qui habitent le globe, Paryż 1773.
  - Historiae naturalis de exanguibus aquaticis libri IV, Frankfurt n. Menem 1650, drukarnia M. Merian (2 edycje); wyd. następne: Amsterdam 1655, Heilbrunn 1677.
  - Historiae naturalis de piscibus et cetis libri V, Frankfurt n. Menem 1650, drukarnia M. Merian; wyd. następne: Frankfurt n. Menem 1651, Amsterdam 1657, Heilbrunn 1677.
  - Theatrum universale omnium animalium quadripedum libri IV, Frankfurt n. Menem 1652; wyd. następne: Heilbrunn 1755.
  - Historiae naturalis de insectis libri III, Frankfurt n. Menem 1653, drukarnia M. Merian; wyd. następne: (łącznie z:) ... De serpentibus et draconibus libri II, Frankfurt n. Menem 1657, Amsterdam 1657, Heilbrunn 1757.
  - Historiae naturalis de serpentibus libri II, Frankfurt n. Menem 1653, drukarnia M. Merian; wyd. następne: Amsterdam 1657, Amsterdam 1665, Heilbrunn 1757.
- Theatrum universale historiae naturalis (wydane jako całość), Amsterdam 1718, t. 1–4; Frankfurt 1755–1757; Rouen 1768, t. 1–6.
- Idea hygieines recensita. Libri II, Jena 1661, nakł. W. J. Trescher, drukarnia J. Nisius, wyd. następne: Frankfurt n. Menem 1664, Jena 1674.
- Polyhistor, seu rerum ab exortu universi ad nostra usque tempora... series (dzieło encyklopedyczne), Jena 1660, nakł. W. J. Trescher, drukarnia J. Nisius, wyd. następne: Amsterdam 1665.
- Notitia regni mineralis, Lipsk 1661, nakł. W. J. Trescher, drukarnia „Collerianorum”.
- Notitia regni vegetabilis, 1661.
- Dendrographias sive historiae naturalis de arboribus et fructibus tam nostri, quam peregrini orbis libri decem figuris aeneis adornati, Frankfurt n. Menem 1662, nakł. dziedziców M. Meriana, drukarnia H. Potihius.
- Polymathiae filologicae, seu totius rerum universitatis ad sous ordines revocatae adumbratio horis subsecivis... concinnata, Frankfurt n. Menem 1666, nakł. E. Fellgibelus, wyd. następne: Frankfurt n. Menem 1667.
- Historiae naturalis de herbis et plantis (dzieło ukończone w 1666, zaginęło oddane do druku we Frankfurcie n. Menem).
- Polyhistor continuatus, seu rerum toto orbe a Carolo M. ad Albertum II Austriacum... gestarum... series, Jena 1667, nakł. W. J. Trescher, drukarnia J. Nisius; ... pars quinta seu rerum a Rudolpho Habsburgico ad Albertum II Austriacum gestarum series (brak miejsca, roku wydania), dedykacja dat. 1668.

## Listy
- Do W. Schicharda, 5 kwietnia 1634, ogł. J. Kvačala Korespondenze J. A. Komenského, t. 2, Praga 1902, s. 7–8.
- Do Andrzeja Senftlebena, Leszno: 19 listopada 1641; 24 kwietnia 1642, ogł. T. Bilikiewicz Jan Jonston (1603–1675). Żywot i działalność lekarska, Warszawa 1931, s. 59 przyp., 98–99 przyp.

## Upamiętnienie
W Lesznie znajduje się jedyny w Europie pomnik Jana Jonstona.